# Новозолотарівка
Новозолота́рівка — село в Україні, у Попельнастівській сільській громаді Олександрійського району Кіровоградської області. Населення становить 3 особи.

## Населення
Згідно з переписом УРСР 1989 року чисельність наявного населення села становила 8 осіб, з яких 6 чоловіків та 2 жінки.
За переписом населення України 2001 року в селі мешкало 6 осіб. 100 % населення вказало своєю рідною мовою українську мову.